# Deep Cuts, Volume 1 (1973-1976)
 (octobre 2017).
Si vous disposez d'ouvrages ou d'articles de référence ou si vous connaissez des sites web de qualité traitant du thème abordé ici, merci de compléter l'article en donnant les références utiles à sa vérifiabilité et en les liant à la section « Notes et références ».
Albums de Queen
The Singles Collection Volume 4
(2010) Deep Cuts, Volume 2 (1977–1982)
(2011)
Deep Cuts, Volume 1 (1973-1976) est une compilation de chansons du groupe de rock britannique Queen, sortie en mars 2011 pour fêter le 40e anniversaire du groupe.

## Présentation
Contrairement à d'autres compilations publiées par Queen, telles que les Greatest Hits, cette compilation rassemble des titres moins connus que les grands succès du groupe et pas ou peu jouées en radio voire en concert.
Deep Cuts, Volume 1 paraît en même temps que la réédition des cinq premiers albums studios du groupe que sont Queen, Queen II, Sheer Heart Attack, A Night at the Opera et A Day at the Races, initialement publiés entre 1973 et 1976, et dont les morceaux de cette compilation sont extraits.
Les chansons choisies sont toutes les morceaux préférés de Brian May, Roger Taylor et Taylor Hawkins (le batteur des Foo Fighters).
Il s'agit de la seule édition à présenter la fin complète de The March of The Black Queen (de l'album Queen II, qui s'enchaine à Funny How Love Is) et de Ogre Battle (de ce même album, qui s'enchaine à The Fairy Feller's Master-Stroke).
Les trois chansons Tenement Funster, Flick of the Wrist et Lily of the Valley forment, également, un segue, comme sur l'album original Sheer Heart Attack.
Ce premier volume regroupe les titres de la période 1973-1976, avec les albums Queen (1973), Queen II (1974), Sheer Heart Attack (1974), A Night at the Opera (1975) et A Day at the Races (1976).

## Liste des titres
| 1.    | Ogre Battle                         | Freddie Mercury                   | Queen II, 1974             | 4:15 |
| 2.    | Stone Cold Crazy                    | May, Mercury, Taylor, John Deacon | Sheer Heart Attack, 1974   | 2:15 |
| 3.    | My Fairy King                       | Freddie Mercury                   | Queen, 1973                | 4:09 |
| 4.    | I'm in Love with My Car             | Roger Taylor                      | A Night at the Opera, 1975 | 3:06 |
| 5.    | Keep Yourself Alive                 | Brian May                         | Queen, 1973                | 3:48 |
| 6.    | Long Away                           | May                               | A Day at the Races, 1976   | 3:33 |
| 7.    | The Millionaire Waltz               | Mercury                           | A Day at the Races         | 4:55 |
| 8.    | '39                                 | May                               | A Night at the Opera       | 3:33 |
| 9.    | Tenement Funster                    | Taylor                            | Sheer Heart Attack         | 2:47 |
| 10.   | Flick of the Wrist                  | Mercury                           | Sheer Heart Attack         | 3:17 |
| 11.   | Lily of the Valley                  | Mercury                           | Sheer Heart Attack         | 1:46 |
| 12.   | Good Company                        | May                               | A Night at the Opera       | 3:25 |
| 13.   | The March of the Black Queen        | Mercury                           | Queen II                   | 6:40 |
| 14.   | In the Lap of the Gods... Revisited | Mercury                           | Sheer Heart Attack         | 3:47 |
| 51:16 |                                     |                                   |                            |      |

## Crédits
| - Freddie Mercury : chant (frontman), piano - John Deacon : basse - Roger Taylor : batterie, percussions - Brian May : guitare - Brian May, Freddie Mercury, Roger Taylor : chœurs | - Production : Queen, Roy Thomas Baker - Mastering : Bob Ludwig - Ingénierie : Mike Stone - Supervision (audio) : Justin Shirley-Smith, Kris Fredriksson - Technicien (audio) : Kris Fredriksson - Management : Jim Beach - Livret d'album : Rhys Thomas |